# Mikroflóra

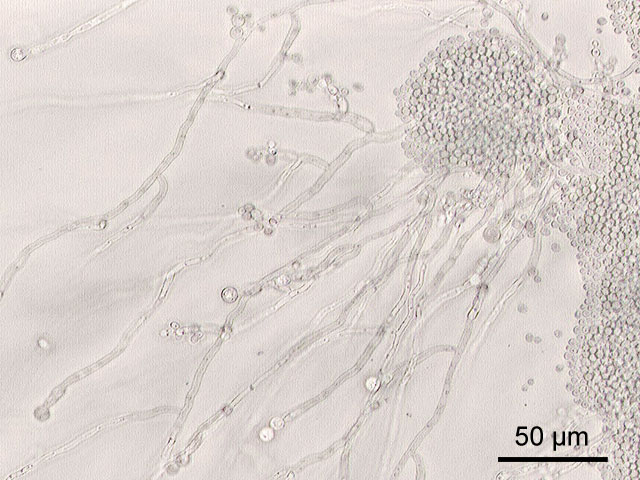
kvasinka Candida albicans, součást střevní mikroflóry

Mikroflóra je společenství různých druhů mikroskopických rostlin, příp. jednotlivé druhy. O mikroflóře se hovoří zpravidla v souvislosti s určitým ekosystémem, např. půdou (tzv. fytoedafon), vodami (jezero, rybník, řeka, vodní nádrž, oceán...), vnitřními orgány člověka a živočichů atp.
Půdní mikroflóra má rozhodující vliv na zvětrávání minerálů, nitrifikaci, denitrifikaci, fixaci molekulárního dusíku a zejména na mineralizaci organických látek a humifikaci (přeměna organických látek v humus) včetně rozkladu zbytku pesticidů. Mezi půdní mikroflóru patří řasy, sinice (cyanobakterie), další bakterie včetně aktinomycet a houby. Půdní mikroflóra čili fytoedafon představuje asi tři čtvrtiny celkové suché hmotnosti edafonu.
Mikroflóra – zejména sinice, rozsivky a zelené řasy – se podílí na tvorbě fytoplanktonu ve vodních nádržích.
Známé jsou pojmy jako mikroflóra trávicího traktu či střevní mikroflóra, vaginální flóra.
Bohatá mikroflóra osídluje např. bachor přežvýkavců.

Poznámka k pojmům mikroflóra, mikrofyta a mikrobiom
- mikrofyta – vývojově nižší rostliny, např. řasy, rozsivky, sinice (makrofyta vývojově vyšší rostliny)[3]
- mikrobiom – veškeré komenzální, symbiotické a patogenní mikroorganismy vyskytující se v lidském těle; genomy mikroorganismů v lidském těle. V české terminologii je dlouhodobě užíván termín „mikroflóra“. Termín „mikrobiom“ poprvé uvedl, resp. koncept lidského mikrobiomu navrhl v roce 2001 Joshua Lederberg, laureát Nobelovy ceny („... microbiome, to signify the ecological community of commensal, symbiotic, and pathogenic microorganisms that literally share our body space and have been all but ignored as determinants of health and disease.“).[4][5] Mikrobiom se ve zdravém lidském plodu nevyskytuje.[6]